# Liste der Naturdenkmale in Leutenbach (Württemberg)
| Naturdenkmale | Anzahl |
| ------------- | ------ |
| FND           | 5      |
| END           | 8      |
| Gesamt        | 13     |

Die Liste der Naturdenkmale in Leutenbach nennt die verordneten Naturdenkmale (ND) der im baden-württembergischen Rems-Murr-Kreis liegenden Gemeinde Leutenbach. In Leutenbach gibt es insgesamt 13 als Naturdenkmal geschützte Objekte, davon fünf flächenhafte Naturdenkmale (FND) und acht Einzelgebilde-Naturdenkmale (END).
Stand: Mai 2018.

## Flächenhafte Naturdenkmale (FND)
| Name                                                   | Bild | Kennung     | Einzelheiten          | Position | Fläche Hektar | Datum         |
| ------------------------------------------------------ | ---- | ----------- | --------------------- | -------- | ------------- | ------------- |
| Alter Weinbergweg                                      |      | 81190850002 | Leutenbach, Winnenden | ⊙        | 0,2           | 31. Dez. 1986 |
| Auenwald mit Teichen zwischen Buchenbach und Mühlkanal |      | 81190420012 | Leutenbach            | ⊙        | 1,2           | 13. Nov. 1992 |
| Ehemaliger Schilfsandsteinbruch                        |      | 81190850001 | Leutenbach, Winnenden | ⊙        | 1,4           | 31. Dez. 1986 |
| Feuchtwiese am Rotbach                                 |      | 81190420003 | Leutenbach            | ⊙        | 0,4           | 31. Dez. 1986 |
| Hohlweg                                                |      | 81190420002 | Leutenbach            | ⊙        | 0,3           | 31. Dez. 1986 |
| Legende für Naturdenkmal                               |      |             |                       |          |               |               |

## Einzelgebilde (END)
| Name                       | Bild | Kennung     | Einzelheiten | Position | Fläche Hektar | Datum         |
| -------------------------- | ---- | ----------- | ------------ | -------- | ------------- | ------------- |
| Baumreihe                  |      | 81190420013 | Leutenbach   | ⊙        | 0,0           | 13. Nov. 1992 |
| Kreuzeiche am Hörnle       |      | 81190420005 | Leutenbach   | ⊙        | 0,0           | 13. Nov. 1992 |
| Lindenreihe beim Friedhof  |      | 81190420008 | Leutenbach   | ⊙        | 0,0           | 23. Aug. 1979 |
| 1 Eiche am Überbach        |      | 81190420006 | Leutenbach   | ⊙        | 0,0           | 30. Juli 1974 |
| 1 Linde                    |      | 81190420010 | Leutenbach   | ⊙        | 0,0           | 17. Aug. 1981 |
| 1 Linde                    |      | 81190420011 | Leutenbach   | ⊙        | 0,0           | 17. Aug. 1981 |
| 1 Roßkastanie              |      | 81190420004 | Leutenbach   | ⊙        | 0,0           | 31. Dez. 1986 |
| Baumbestand bei der Kirche |      | 81190420007 | Leutenbach   | ⊙        | 0,0           | 16. Mai 2018  |
| Legende für Naturdenkmal   |      |             |              |          |               |               |

## Ehemalige Naturdenkmale
| Name                     | Bild | Kennung | Einzelheiten                       | Position | Fläche Hektar | Datum         |
| ------------------------ | ---- | ------- | ---------------------------------- | -------- | ------------- | ------------- |
| Ulme und Ahorn           |      |         | Leutenbach Nellmersbach am Bahnhof | ???      | 0,0           | 23. Aug. 1979 |
| Legende für Naturdenkmal |      |         |                                    |          |               |               |